# Høng
Høng anhörenⓘ ist eine dänische Kleinstadt mit 4304 Einwohnern (1. Januar 2025) im Westen der Insel Seeland. Der Ort war Verwaltungssitz der ehemaligen Høng Kommune.

## Geografie
Høng liegt in der Kirchspielgemeinde Finderup Sogn im Süden der Kalundborg Kommune und ist deren zweitgrößte Stadt. Der Ort liegt (Luftlinie) etwa 12 km nördlich von Slagelse, 23 km südöstlich von Kalundborg und 35 km südwestlich von Holbæk. Einer der größten Seen Dänemarks, der Tissø, ist 5 km entfernt; der Storebælt ist ungefähr 8 km entfernt.
Das Terrain, in dem die Kleinstadt liegt, ist leicht hügelig und nach Westen hin, in Richtung des Flusses Bøstrup Å, abschüssig. Das Siedlungsgebiet liegt auf etwa 15 bis 35 Meter m.o.h.

## Geschichte
Im 13. Jahrhundert wurde das Dorf erstmals unter dem Namen Høynge bzw. Høyng erwähnt.
1866 wurde die 1864 im Dorf Sæby gegründete Høng Folkehøjskole in Høng errichtet. Die war die erste Bildungseinrichtung im Ort. Später folgten weitere Schulen, so z. B. eine Privatschule (1898), eine Landwirtschaftsschule (1903), eine Real- und Mittelschule (1904) und ein Gymnasium (1913). 1898 wurde in Høng ein Bahnhof gebaut. Dieser wurde am 30. April 1898 in Betrieb genommen, als die Bahnstrecke Slagelse–Værslev eingeweiht wurde. Im Dezember 1901 kam eine weitere Bahnstrecke von Høng ausgehend nach Tølløse hinzu.
Durch die günstige Verkehrslage gewann der Ort zunehmend an regionaler Bedeutung und die Einwohnerzahl stieg stetig an. Im Jahre 1921 hatte Høng 1197 Einwohner, 1950 waren es 1775.
1966 wurde im Zuge einer Verwaltungsreform die Kommune Høng gebildet, deren Verwaltungszentrum Høng war. Am 1. Januar 2007 verlor Høng diesen Status, da die Kommune Høng im Rahmen einer weiteren Reform in der Kommune Kalundborg aufging.
1971 wurde der Betrieb der Bahnstrecke Slagelse–Værslev eingestellt. Die Bahnstrecke Slagelse–Tølløse (Tølløsebanen), ursprünglich die Strecke von Høng nach Tølløse und 1971 bis nach Slagelse verlängert, wird durch das 2015 durch mehrfache Fusionen entstandene Verkehrsunternehmen Lokaltog betrieben.

## Fotogalerie

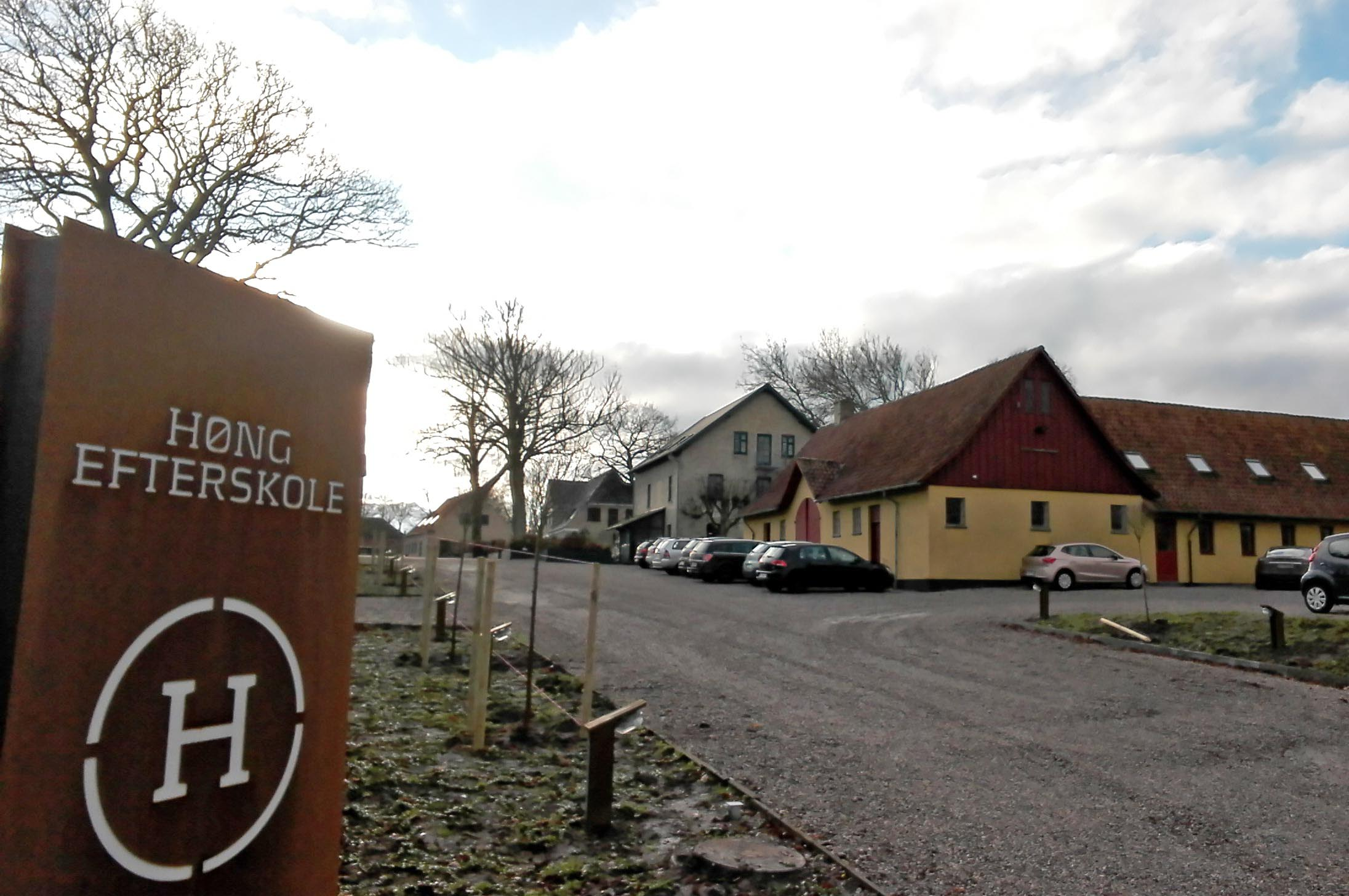
Høng Efterskole (ehemals Høng Folkehøjskole)
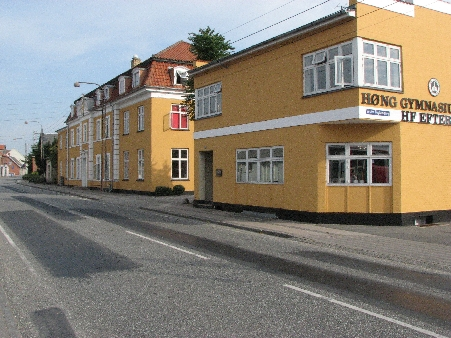
Høng Gymnasium
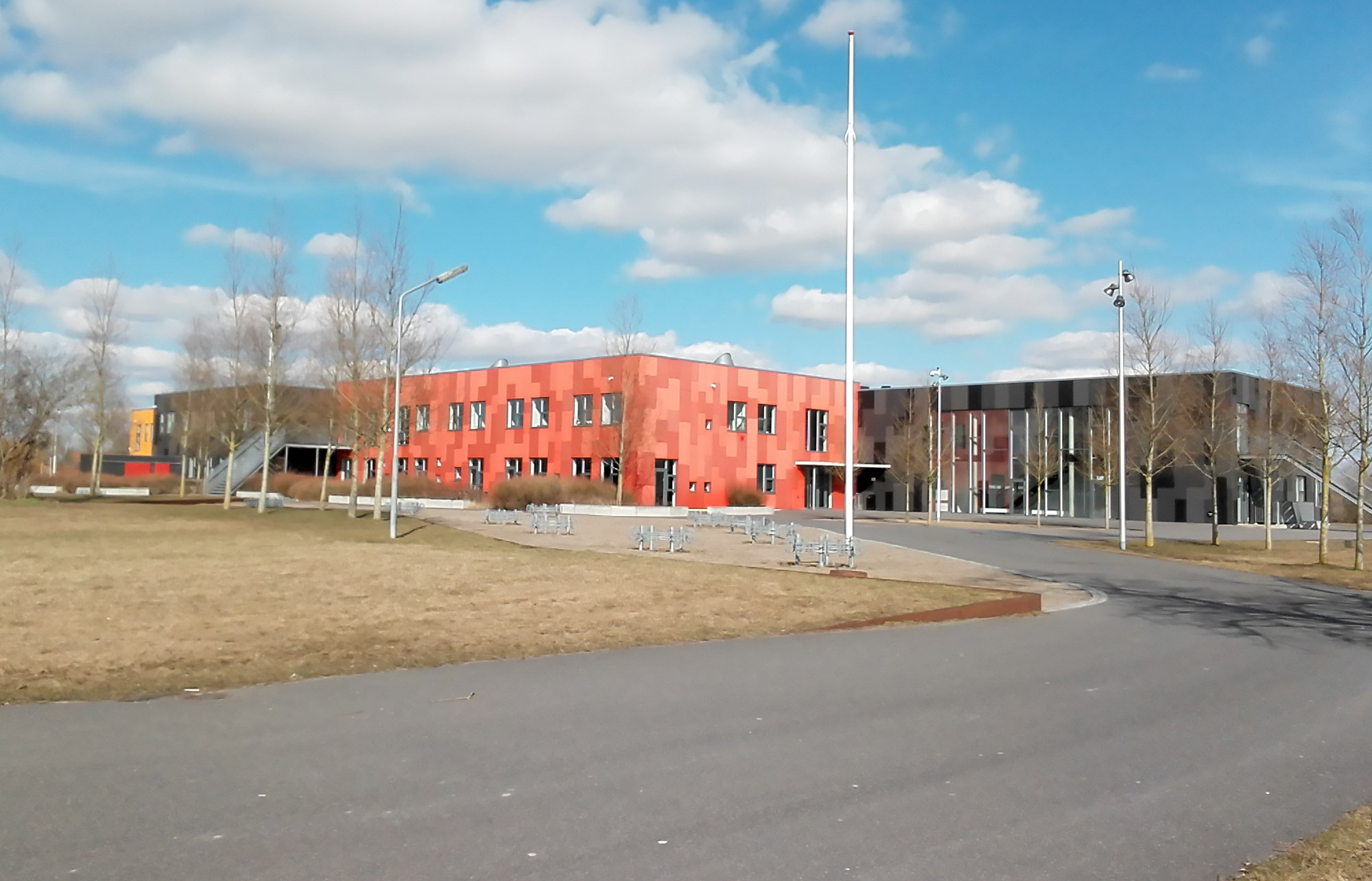
Høng Skole
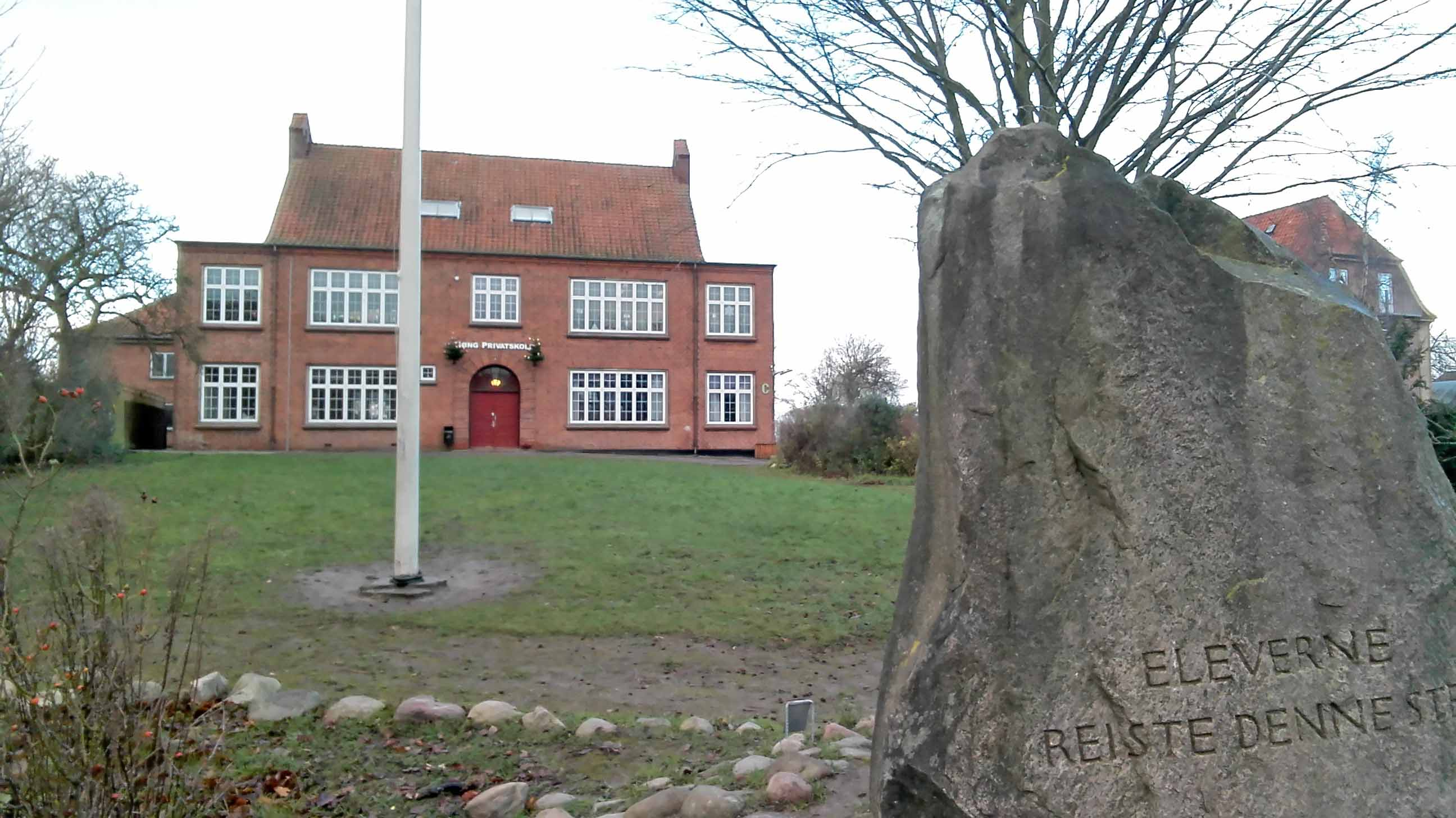
Høng Privatskole
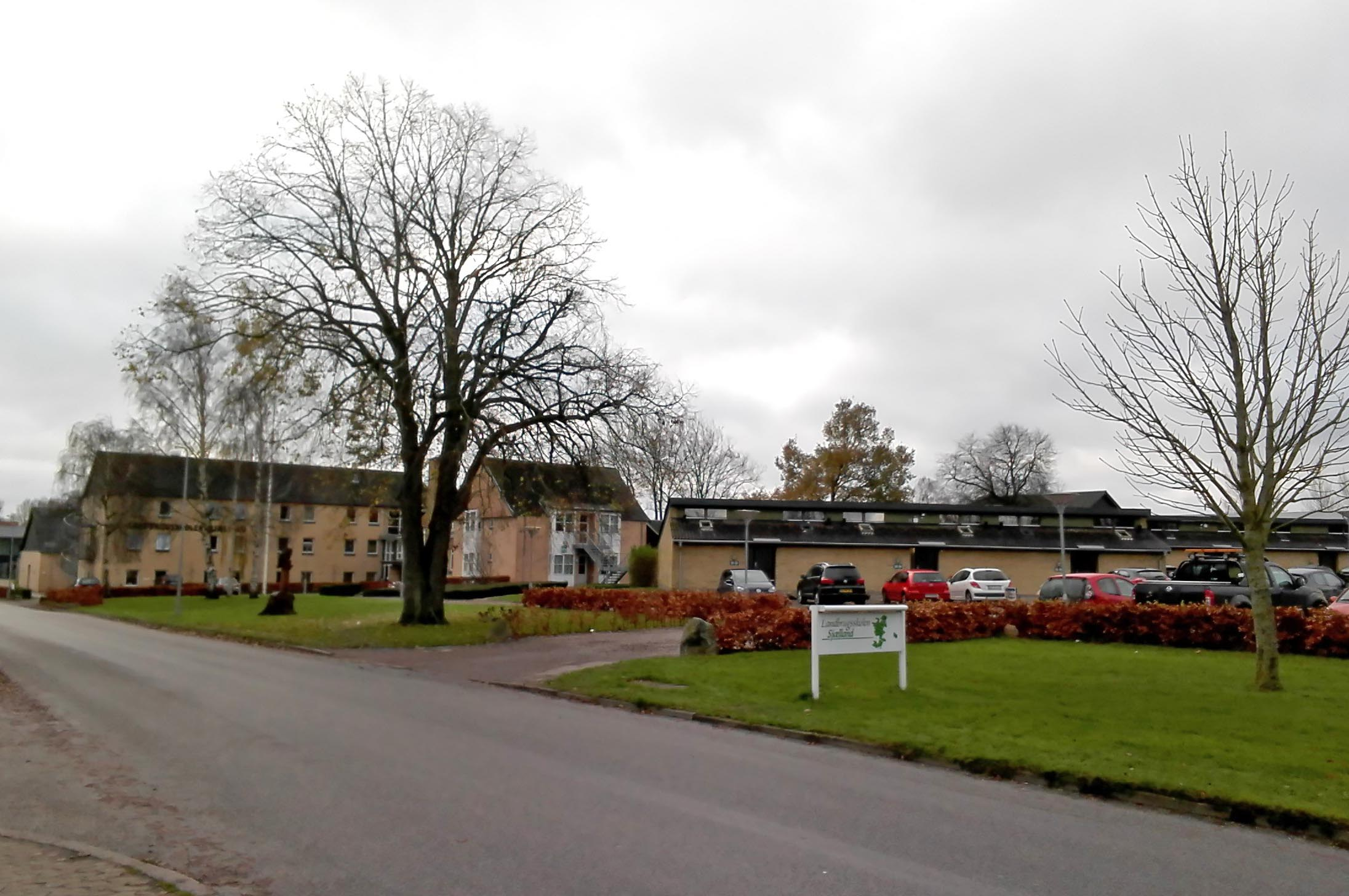
Høng Landbrugsskole